# Præfiks
 For alternative betydninger, se Præfiks (flertydig). (Se også artikler, som begynder med Præfiks)
Et præfiks eller forled er et eller flere morfemer, der sættes foran et ord og ændrer dets betydning. 
Forled kan sædvanligvis ikke stå selvstændigt med skal hængte sig på et bestående ord. Det adskiller dem fra sammensat ord.
Visse forled er fremmede forled hvor ordet er dannet på et fremmedsprog og optaget  i sproget.
På dansk er nogle eksempler på fremmede forled il- (illegitim), in (inkompetent) og ir- (irrelevant).
Et præfiks kan også være et udtryk som kan sættes foran en fysisk/videnskabelig enhedsbetegnelse, når dette er praktisk/bekvemt.
De har til formål, at man kan angive (meget) store eller små størrelser af en bestemt enhed med forholdsvis få tal og bogstaver.
Et præfiks kan også være landekoden i telefoni. F.eks. +45 for Danmark.